# Kameyama (Mie)
Pour les articles homonymes, voir Kameyama.
Kameyama (亀山市, Kameyama-shi) est une ville située dans la préfecture de Mie, au Japon.

## Géographie

### Situation
Kameyama est située dans le nord de la préfecture de Mie, au Japon.

### Démographie
Au 1er août 2018, la population de Kameyama était de 49 684 habitants, répartis sur une superficie de 191,04 km2.

## Histoire
Kameyama s'est développée à l'époque d'Edo (1603-1868) autour de son château, au cœur du domaine d'Ise-Kameyama. La ville moderne a été fondée officiellement le 1er novembre 1954.
Le 11 janvier 2005, le bourg de Seki fusionne avec Kameyama.

## Transports
Kameyama est desservie par les lignes ferroviaires Kansai et Kisei. La gare de Kameyama est la principale gare de la ville.

## Culture locale et patrimoine
- Château de Kameyama
- Kameyama-juku (46e station du Tōkaidō)
- Seki-juku (47e station du Tōkaidō)
- Sakashita-juku (48e station du Tōkaidō)

## Jumelages
- Gose (Japon) depuis 1998
- Habikino (Japon) depuis 1998